# Antonio Argenti

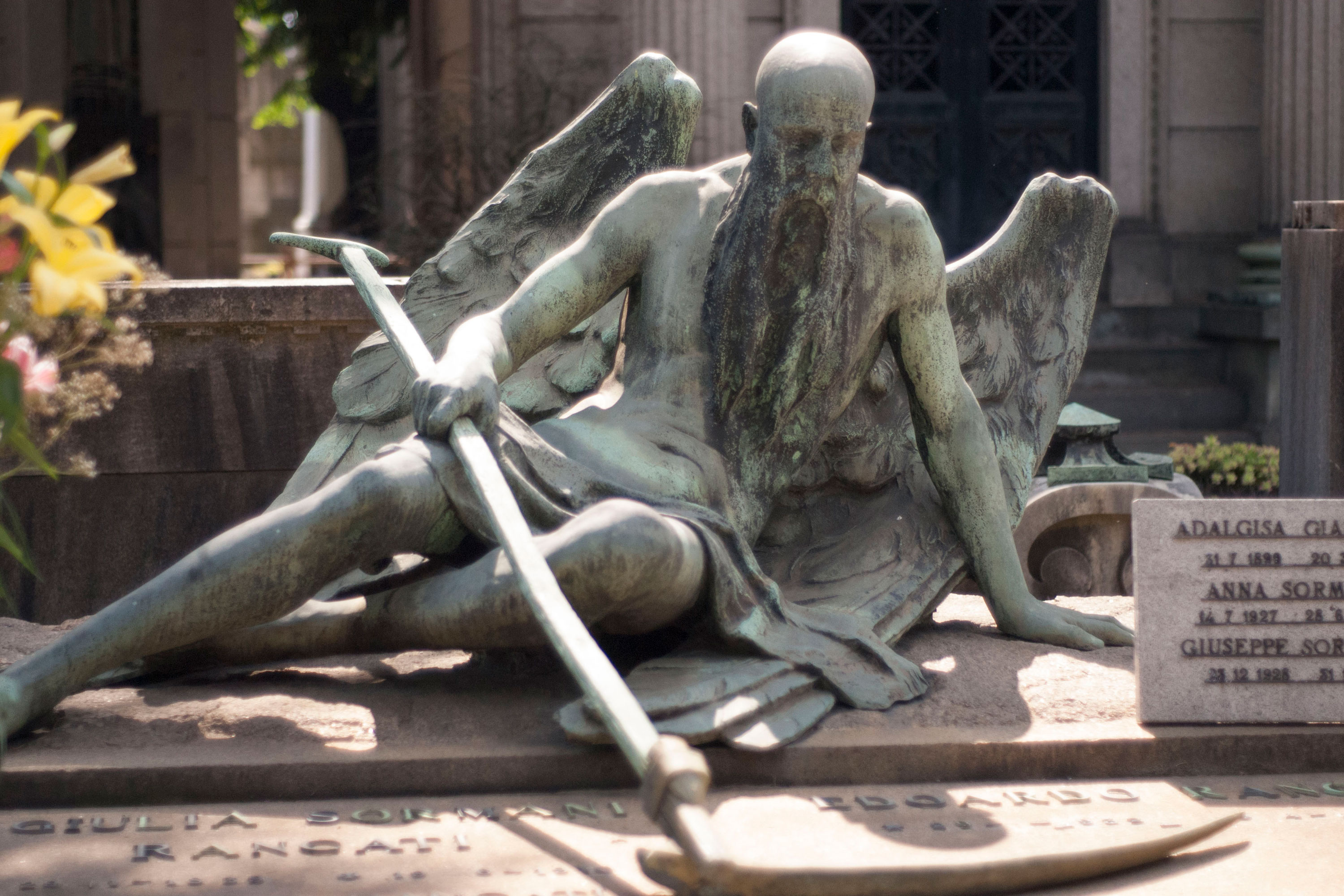
Cimitero Monumentale (Milano) - monumento Rancati Sormani

Antonio Argenti (Viggiù, 27 marzo 1845 – Viggiù, 5 ottobre 1916) è stato uno scultore italiano.

## Biografia
Studia all'Accademia di Brera sotto la guida di Pietro Magni e vince il Premio Canonica con l'altorilievo in gesso La morte di Giulio Cesare (ora alla GAM di Milano). Partecipa attivamente a mostre annuali in Italia (Napoli, Torino, Milano, Roma, Venezia) e all'estero (Londra, Liverpool dove consegue medaglie), ed è autore di monumenti funerari, ritratti e figure infantili. 
Molti sono i suoi lavori sepolcrali al Cimitero monumentale di Milano ed all'estero (Stati Uniti, Germania, Francia, Russia, Romania, Gran Bretagna); specialmente degno di nota il grandioso monumento per la famiglia Osborne a'Hanan di Londra in cui si ammira la figura dell'Angelo della mestizia e la cappella mortuaria eretta in Dorno (Lomellina) per la famiglia Bonacossa, opera pregevole, anche per la parte architettonica oltre che per le statue che l'adornano.
A Viggiù, nel Museo della scultura viggiutese dell'Ottocento è esposta l'opera Terrore.